# پیز دی موشیا
پیز دی موشیا (به لاتین: Piz de Mucia) یک کوه در سوئیس است که در کانتون گراوبوندن واقع شده‌است. پیز دی موشیا ۲٬۹۶۷ متر بالاتر از سطح دریا واقع شده‌است.